# Coenosia flavivibrissata
Coenosia flavivibrissata är en tvåvingeart som beskrevs av Stein 1918. Coenosia flavivibrissata ingår i släktet Coenosia och familjen husflugor. Inga underarter finns listade i Catalogue of Life.